# Monumento ao Divino Redentor
Monumento ao Divino Redentor, também conhecido como Monumento ao Cristo Redentor ou Igreja de Bom Jesus da Boa Viagem de Paranapiacaba.
Localizado à Rodovia SP-122, próximo a Estação Ferroviária de Campo Grande (entre Rio Grande da Serra e Paranapiacaba), antigo município de São Bernardo do Campo, foi inaugurado em 06 de maio de 1912' e erigido canonicamente em 1913, segundo documentos da Cúria Metropolitana de São Paulo.
Trata-se de uma "capela em alvenaria, coberta com telhas de barro do tipo francesas e com a imagem de Jesus Cristo no topo de braços abertos e de frente para a linha férrea. O edifício possui uma porta de madeira em arco e duas pequenas aberturas laterais. Internamente, a capela tem um altar com piso elevado e uma reentrância em forma de arco. Existem dois oratórios laterais e apenas dois bancos de madeira, sendo que um deles está danificado. Hoje, ela está fechada". Apesar a pintura descascada, seu estado de conservação é bom.
Foi idealizado pelo padre Luiz Capra, na época pároco de Paranapiacaba, para que ficasse "exposta aos olhares do imigrante que chega, do viajante que passa, dando-lhe alento para seguir seu caminho". Padre Capra gastou suas economias para a construção do monumento.
Na época, o padre era buscado em Ribeirão Pires para celebrar a missa na capela, além de casamentos e batizados.
Entre 1930 e 1935, Angelin Arnoni deu um tiro na imagem, arrancando-lhe dois dedos. Segundo antigos moradores, após 25 dias seguidos de chuva, que prejudicaram o transporte de madeira e lenha até a estação ferroviária para comercialização com outras cidades do Grande ABC, Capital e Baixada Santista através da linha férrea da São Paulo Railway, o sol surgiu pela manhã; enquanto os motoristas se preparavam para sair, voltou a chover. Daí o tiro de Angelin Arnoni. Por coincidência, a chuva cessou logo depois e o sol voltou a brilhar, para alegria dos trabalhadores..
O historiador Ademir Medici, em sua coluna Memória, no jornal Diário do Grande ABC, escreveu sobre o monumento e sobre os moradores do entorno em edições de setembro a novembro de 1987, janeiro a julho de 1988, 07 e 08 de maio de 2010, 18 de janeiro e 25 de fevereiro de 2011.
Em meados de fevereiro de 2011, o monumento passou por reformas que descaracterizam a pintura original.
A reportagem publicada no Diário do Grande ABC em 03 de maio de 2013 denuncia o abandono e falta de conservação da capela, apesar do tombamento em 2011 pelo Comdephaapasa (Conselho Municipal de Defesa do Patrimônio Histórico, Artístico, Arquitetônico-Urbanístico e Paisagístico de Santo André)..